# Vesterålen
Vesterålen je okrožje in otočje v administrativni regiji Nordland na Norveškem. Leži severno od Lofotov in zahodno od Harstada. Je najsevernejši del regije Nordland. Sortland je največje mesto, ki je blizu središča arhipelaga. Vesterålen vključuje občine Andøy, Bø, Hadsel, Sortland in Øksnes.

## Ime
Stari nordijski obliki imena sta bili Vestráll in Vestrálar (množina). Prvi element je vestr, kar pomeni 'zahod', zadnji element pa je áll, kar pomeni '(globok in ozek) preliv' ali 'ožina'. Ime opisuje morsko pot zahodno od otoka Hinnøya. Staro ime morske poti vzhodno od Hinnøya (zdaj imenovane Tjeldsundet) je morda bilo Austráll (kar pomeni 'vzhodni preliv/ožina').

## Geografija
Vesterålen sestavljajo občine Andøy, Bø, Hadsel, Sortland in Øksnes. Po nekaterih definicijah je vključen tudi Lødingen. Vesterålen sestavlja več otokov: Langøya, Andøya, Hadseløya, zahodni del Hinnøya, severni del Austvågøya in več manjših otokov.
Pokrajina je gorata, vendar imajo gore bolj zaobljeno obliko v primerjavi z gorami na Lofotih. Mesta in vasi so na obalnem robu (Strandflaten) med gorami in fjordi. Obstaja tudi več jezer, kot je Alsvågvatnet. Narodni park Møysalen je delno na Vesterålenu. Podnebje v Vesterålenu je morsko, z milimi zimami, saj je to otočje precej severno od arktičnega kroga. Bø je najsevernejša lokacija na Norveškem z dnevno srednjo temperaturo nad 0 °C v vseh zimskih mesecih.

## Promet
Vesterålen je s celino in letališčem Evenes povezan z mostovi. Z Lofoti je povezan s trajektom, čeprav je od odprtja ceste Lofast decembra 2007 do Lofotov mogoče priti tudi po cesti.
Obalni parnik Hurtigruten pristane v pristaniščih Stokmarknes, Sortland in Risøyhamn v Vesterålenu. Obstajata dve regionalni letališči: letališče Stokmarknes, Skagen za mala letala in letališče Andenes na Andøyi.

## Gospodarstvo
Po Statistisk Sentralbyrå je bilo 1. januarja 2004 v Vesterålenu 30.648 prebivalcev). Največje mesto je Sortland, regionalna bolnišnica pa je v bližnjem Stokmarknesu v občini Hadsel. Kraljeve norveške zračne sile imajo vsa svoja pomorska patruljna letala P-3 Orion na zračni postaji Andøya, v Andøyi pa je tudi raketni poligon Andøya. Norveška obalna straža ima svojo severno bazo v Sortlandu (Kystvaktskvadron Nord).
Ribolov, zlasti ribolov trske, je bil vedno pomemben v Vesterålenu. Obstaja tudi ribogojstvo in nekaj kmetijstva v Vesterålenu.

## Galerija
- Srednja kmetijska šola v Kleivi, občina Sortland
- Nyksund (1. avgust 2004)
- Pogled proti Ræki, Sortland
- Aurora Borealis je vidna v celotnem Vesterålenu. Andøy, oktober 2007.
- Vas Bleik v Andøyu z dolgo plažo in kolonijo morskih ptic na majhnem otoku Bleiksøya. Globok ocean je tukaj zelo blizu obale, na tem območju se hranijo kiti glavači.